# The Classic Crime
The Classic Crime je americká indie rocková hudební skupina, která vznikla v roce 2004 v Seattle ve Washingtonu. V kapele vystupují Matt Macdonnald (zpěv, kytara), Robert Negrin (kytara), Alan Clark (basová kytara) a Paul Erickson (bicí). Kytarista Justin DuQue v listopadu roku 2011 oznámil vystoupení z kapely.
Kapela dodnes vydala tři studiová alba a jedno EP album. Kromě indie rocku se v jejich písních objevují prvky emo a podle některých také křesťanského alternativního rocku.

## Historie
Kapela The Classic Crime vznikla v roce 2004 v americkém městě Seattle ve Washingtonu. Podepsala smlouvu s vydavatelstvím Tooth & Nail Records. S ním vydala všechna svá alba, debutovým albem je Albatross z roku 2006. V roce 2007 vydali EP album s názvem Seattle Sessions. O rok později v roce 2008 vydali druhé studiové album s názvem The Silver Cord, které se umístilo na 123. pozici v americkém žebříčku Billboard 200 a 3. na žebříčku křesťanských alb. Jejich nejnovější album se jmenuje Vagabonds z roku 2010, které se umístilo na 105. pozici Billboard 200 a šesté pozici Billboard Top Christian Albums.
V kapele dnes vystupují Matt Macdonnald (zpěv, kytara), Robert Negrin (kytara), Alan Clark (basová kytara) a Paul Erickson (bicí). Justin DuQue kapelu opustil v prosinci roku 2011, ale podle jeho slov se rozešli v dobrém, DuQue odešel, aby se mohl více věnovat práci a své rodině.
Od července roku 2011 už nejsou pod starým vydavatelstvím, v roce 2012 mají v plánu začít pracovat na dalším studiovém albu.

## Styl a vlivy
V hudbě skupiny The Classic Crime se objevují prvky indie rocku a emo. Podle velké části kritiků hraje kapela i křesťanský alternativní rock, což dokazuje i fakt, že všechna jejich studiová alba se umístila na předních příčkách žebříčku Billboard Top Christian Albums.
Kapela The Classic Crime koncertovala již s mnoha kapelami A Change Of Pace, A Static Lullaby, Quietdrive, I Am Ghost, Relient K, So They Say, Just Surrender, Powerspace, Mest, Allister, Aiden a Scary Kids Scaring Kids. Dále vystupovala s několika kapelami z Tooth & Nail Records, mezi nimi Anberlin, Emery, MxPx, Project 86, The Fold, a Run Kid Run. Kapela vystoupila na Warped Tour v letech 2006 a 2008. Mezi další skupiny, se kterými koncertovala patří Lower Definition, Tyler Read, Jet Lag Gemini, Artist vs. Poet a Owl City.

## Diskografie

### Studiová alba
- Albatross (2006)
- The Silver Cord (2008)
- Vagabonds (2010)
- Phoenix (2012)

### EP alba
- Seattle Sessions (2007)